# DSCP
DSCP (DiffServ Code Point) は、インターネットのためのQoS保証法であるDiffServにおいて、IPパケットをクラス分けした結果の値。
DSCPを書き込むためのパケット中のフィールドをDSフィールドという。